# گیمر (فیلم ۲۰۰۹)
گیمر یا بازی‌باز (به انگلیسی: Gamer) یک فیلم در ژانر اکشن علمی تخیلی به کارگردانی و نویسندگی مشترک مارک نولدین و برایان تیلور و محصول سال ۲۰۰۹ آمریکا است. ستاره این فیلم جرارد باتلر به عنوان یک شرکت کننده در یک بازی آنلاین که در آن شرکت کنندگان می‌توانند انسان را به عنوان بازیکنان کنترل کند.